# Huvudsta IS
Huvudsta IS var ett idrottssällskap från stadsdelen Huvudsta i Solna kommun. Klubben hade genom åren haft många sporter på programmet, men blev senare en renodlad fotbollsklubb. Klubben bildades den 16 juni 1912 och de största fotbollsframgångarna hade klubben under 1950-talet, då A-laget bland annat tränades av den legendariske Gösta "Hippo" Karlsson. Fram till 1977 spelades hemmamatcherna på Hagalunds IP, men efter det har Råsunda IP, Ulriksdals IP och Skytteholms IP fungerat som hemmaplan.
Bland klubbens spelarprofiler genom åren återfinns namn Tommy Peipke, Leffe Jonsson, Ulf Grahn, Kalle Lundvall, Björn Strömbäck, Leffe Hoch och Kenta Ovsiannikov. Men den mest kände av alla som spelat i Huvudsta är Kurt Hamrin, som startade sin framgångsrika fotbollskarriär i Huvudsta IS.
Tidigare bedrev klubben även bandy, bowling, boxning, cykelsport, friidrott, handboll och ishockey, men sedan bowlingen lades ner 1993 blev föreningen en renodlad fotbollsklubb. 2011 åkte klubben ur Division 5 och 2012 drog man sig ur seriespelet.

### Fotnoter
1. ↑  ”Huvudsta IS”. Solna kommun. Arkiverad från originalet den 27 februari 2017. https://web.archive.org/web/20170227233638/https://www.solna.se/sv/idrott-fritid/solnas-idrottshistoria/4-huvudsta-is/. Läst 27 februari 2017.
2. ↑  ”Kurt Hamrin - 1900-talets AIK-legend”. AIK. Arkiverad från originalet den 14 mars 2016. https://web.archive.org/web/20160314000519/http://www.aik.se/fotboll/historik/500aikare/kurthamr.html. Läst 27 februari 2017.
3. ↑  ”Historia”. Huvudstad IS. http://www.huvudstais.se/. Läst 27 februari 2017.